# Provincia del Ecuador
Ecuador (en francés Équateur) es una de las veintiséis provincias de la República Democrática del Congo especificadas en el artículo 2 de la constitución de 2005.

## Historia

La provincia antes de 2015.

La provincia del Ecuador creada en 1917 era mucho más grande que la actual. Con el tiempo pasó por una serie de cambios de fronteras y nombre.
En 1962 la provincia del Ecuador se dividió en las provincias de Cuvette-Central, Congo Medio y Ubangi, siendo reintegradas en 1966. Según la constitución de 2005, debía asumir sus límites actuales, pero administrativamente no se finalizó el proceso hasta 2015. La nueva provincia se creó a partir del antiguo distrito del Ecuador junto con la ciudad de Mbandaka.
En 2015, cuando se dividió bajo los términos de la constitución de 2005, formó cinco nuevas provincias:
- Mongala, que consta de 58.141 km², con su capital en la ciudad de Lisala
- Nord-Ubangi, que consta de 56.644 km², con su capital en la ciudad de Gbadolite
- Sud-Ubangi, que consta de 51.648 km², con su capital en la ciudad de Gemena
- Ecuador, que consta de 103.902 km², con su capital en la ciudad de Mbandaka
- Tshuapa, que consta de 132.957 km², con su capital en la ciudad de Boende

## Divisiones administrativas
Desde 2006, la provincia reorganizada consta de ocho subdivisiones administrativas, una de las cuales es la capital provincial, Mbandaka; y siete de los cuales son territorios:
- Bikoro
- Lukolela
- Basankusu
- Makanza
- Bolomba
- Bomongo
- Ingende